# Christina Ochoa
Christina Ochoa López (Barcellona, 25 gennaio 1985) è un'attrice spagnola.
È nota per essere protagonista nelle serie tv Blood Drive e Valor.

## Biografia
Christina Ochoa è la pronipote del premio Nobel per la medicina del 1959 Severo Ochoa e figlia dello scultore spagnolo Victor Ochoa.
Si diploma presso il Real Colegio Santa Isabel - La Asunción di Madrid, studia Ingegneria oceanografica presso la Universidad de Las Palmas de Gran Canaria e Biologia marina presso l'Università James Cook in Australia.
Dopo le prime esperienze teatrali ad Alexandria, in Virginia, ritorna a Madrid dove studia recitazione presso l'Escuela de Interpretación Cristina Rota.
Nel 2008 la prima scrittura nella sit-com spagnola La que se avecina. Ritorna negli Stati Uniti dove nel 2014 partecipa a 5 episodi della serie TV Matador.
Successivamente partecipa per 22 episodi alla serie TV Animal Kingdom nella parte di Renn Randall (2016-2020); a Blood Drive nel ruolo di Grace D'Argento (2017); a Valor nel ruolo dell'elicotterista Nora Madani (2017-2018); a A Million Little Things nel ruolo di Ashley Morales (2018-2019).
É membro del Mensa.

## Filmografia

### Cinema
- Cats Dancing on Jupiter, regia di Jordan Alan (2015)

### Televisione
- La que se avecina - serie TV, episodio 2x13 (2008)
- Contáct@me, regia di Miguel Perelló - film TV (2009)
- I Hate My Teenage Daughter – serie TV, episodio Teenage Family Night (2011)
- Modern Family – serie TV, episodio Bimbo a bordo (2012)
- Vicini del terzo tipo – serie TV, episodio A Christmas Story (2013)
- Matador – serie TV, 5 episodi (2014)
- Animal Kingdom – serie TV, 22 episodi (2016-2020)
- Blood Drive – serie TV, 13 episodi (2017)
- Valor – serie TV, 13 episodi (2017-2018)
- Un milione di piccole cose (A Million Little Things) – serie TV, 13 episodi (2018-2019)

### Cortometraggi
- Stay with Me, regia di Chad McCord (2011)

## Doppiatrici italiane
- Ilaria Latini in Blood Drive